# Rui Soares Costa
Rui Soares Costa (Portugal, 1981) é um artista plástico português que iniciou a carreira em 2013 e começou a participar de exposições de arte em 2016, principalmente em países como Espanha e Portugal.

## Biografia

### Nascimento e início da carreira
Nascido em em 1981, frequentou aulas de pintura no Ar.Co - Centro de Arte & Comunicação Visual, ao mesmo tempo que estudou na área de piscologia social, tanto em Portugal como nos Estados Unidos da América.
Iniciou a sua carreira apenas como artista visual em 2013, e começou a expôr em 2016. As suas pesquisas incidem principalmente sobre a forma como se entende o tempo, através de fenómenos como a sua suspensão, distensão e compressão. Também manifestou interesse pela música contemporânea, tendo colaborado com o músico André Gonçalves, além de apresentar sempre uma banda sonora inédita durante as suas exposições.
Em 2016 iniciou um programa de residências artísticas no seu atelier, no Complexo industrial do Olho de Boi, em Cacilhas, num edifício da antiga Sociedade Portuguesa de Pescas. Este programa reuniu mais de trinta artistas de todo o mundo, como o músico dinamarquês Casper Clausen, que foi um dos fundadores das bandas Liima e Efterklang.

### Trabalho, exposições e ativismo
A obra de Rui Soares Costa foi incluída em várias colecções de arte, tanto em Portugal como na Alemanha, Índia, Países Baixos, Espanha e Suíça. Entre estas destacam-se as José Berardo e de José Costa Rodrigues, e em Espanha, a Art fairs. É representado pela Galeria das Salgadeiras. tendo também estado ligado à Galeria Sala 117, no Porto. No catálogo da 30.ª Feira Internacional de Arte Contemporânea de Santander, em Espanha, para a qual Rui Soares Costa contribuiu com a obra De profundis, valsa lenta, o artista foi descrito como tendo «explorado múltiplos suportes e ferramentas durante a sua prática artística, que foi fortemente influenciada pelo desenho, não apenas como disciplina, em primeiro lugar, e principalmente pelo pensamento e reflexão que daí resultam. De um ponto de vista mais formal, a sua investigação assume-se como uma ampliação do território em que se insere o desenho, que ao mesmo tempo questiona as categorizações mais convencionais deste tipo de arte». Sobre os seus temas, no catálogo refere-se que os principais são «o tempo como sujeito e matéria». Assim, a obra apresentada por Rui Soares Costa naquele evento podia ser considerada como «uma concentração destes dois eixos formais e programáticos, com sucessivas camadas de materiais, fogo, papel e resinas».
Entre os certames em que participou, encontra-se a exposição de desenho e escultura Quando o Tacto Se Faz Contacto, em conjunto com Fernando Daza, Francisco Venâncio, Inês Teles e Luísa Abreu. Também expôs de forma individual, tendo por exemplo organizado em 2017 a exposição Lifeline Series, onde apresentou vários desenhos sobre os próprios ciclos biorítmicos do seu corpo, tendo feito «o exercício usando as mãos para marcar as variantes biorrítmicas do seu corpo e desenha linhas que nunca se tocam, em folhas de grandes dimensões».
Entre Novembro de 2016 e Janeiro de 2017, foi um dos artistas convidados para a exposição Utopia, Hoje, organizada no Museu Abílio de Mattos e Silva em parceria com a Casa Fernando Pessoa, a Fundação José Saramago e a Galeria das Salgadeiras.
Em 2019 apresentou a exposição de desenho Estes Pés só Pisam Vento na Galeria das Salgadeiras, que foi descrita pela especialista Joana Valsassina: «Rui Soares Costa regista o tempo em desenho, sendo o tempo, como diz, “a única coisa que não poderemos adicionar à existência.” Estes pés só pisam vento regista a leveza do seu rasto invisível e a temporalidade reconstrutiva da sua memória».
Em Outubro de 2020, foi um dos artistas convidados para a terceira edição do programa Drawing Room, organizado em Lisboa pela Sociedade Nacional de Belas Artes. Em 2021, foi um dos responsáveis pela exposição Casa de Água, na galeria Antecâmara, em Lisboa, em conjunto com Pedro Campos Costa e João Galante, durante a qual foi mostrada uma estrutura em forma de casa, cujas peças estiveram anteriormente submersas no Rio Tejo. A exposição teve como finalidade alertar para a subida do nível das águas do oceano.
Essa não foi única iniciativa a que esteve ligado sobre o tema das alterações climáticas, já que em Novembro de 2022 foi um dos artistas que assinaram a Declaração de apoio aos jovens activistas climáticos. Também em 2021, foi o autor de um conjunto de cartazes comemorativos da criação do Ministério da Ciência e da Tecnologia, em 1995, para o Pavilhão do Conhecimento no Centro de Ciência Viva de Lisboa, e em Julho desse ano contribuiu com a exposição Rising como parte das comemorações do décimo oitavo aniversário da Galeria Salgadeiras